# کارلن میکائلیان
کارلن کاراپتی میکائلیان (ارمنی: Կառլեն Կարապետի Միքայելյան؛ زادهٔ ۱۹ فوریهٔ ۱۹۵۳) یک مهندس و سیاستمدار اهل ارمنستان است که از تاریخ ۱۹۹۵ تا تاریخ ۱۹۹۹ سمت نمایندگی دوره اول مجلس ملی جمهوری ارمنستان را برعهده داشت. وی پیشتر از تاریخ ۱۹۹۰ تا تاریخ ۱۹۹۵ سمت نمایندگی دوره اول شورای عالی جمهوری ارمنستان را برعهده داشت.

## زندگی‌نامه
در ۱۹ فوریهٔ ۱۹۵۳ در نور خاربرد به دنیا آمد و از دانشگاه ملی علوم کشاورزی ارمنستان فارغ‌التحصیل شد. 